# Grzegorz Skrzypczak
Grzegorz Antoni Skrzypczak (ur. 19 kwietnia 1951 w Środzie Wielkopolskiej) – polski agronom i nauczyciel akademicki, profesor nauk rolniczych, rektor Uniwersytetu Przyrodniczego w Poznaniu (2008–2016).

## Życiorys
Ukończył studia na Akademii Rolniczej w Poznaniu, na tej samej uczelni doktoryzował się w 1981, a w 1987 uzyskał stopień doktora habilitowanego. W 1993 otrzymał tytuł naukowy profesora. Zajmuje się badaniami w zakresie biologii chwastów i regulacji zachwaszczenia w roślinach rolniczych. Jest autorem, współautorem i redaktorem publikacji branżowych, tj. Poradnik rolniczy, Słownik agro-bio-techniczny, Podręczny katalog herbicydów, Podręczny atlas chwastów, Herbicydy. W latach 1991–1996 pełnił funkcję prodziekana Wydziału Rolniczego, następnie do 2002 był dziekanem tej jednostki. W latach 2002–2008 zajmował stanowisko prorektora ds. nauki i współpracy z zagranicą. W 2008 i w 2012 wybierany na rektora Uniwersytetu Przyrodniczego w Poznaniu.
Został także wykładowcą PWSZ im. Jana Amosa Komeńskiego w Lesznie, był na tej uczelni dyrektorem Instytutu Rolnictwa. Uzyskiwał członkostwo w Polskim Towarzystwie Agronomicznym, Poznańskim Towarzystwie Przyjaciół Nauk, Komitecie Ochrony Roślin Polskiej Akademii Nauk. Współtworzył Leszczyńskie Towarzystwo Przyjaciół Nauk oraz Polskie Towarzystwo Ochrony Roślin. Członek zarządu Fundacji Zakłady Kórnickie.

## Odznaczenia
Odznaczony Srebrnym Krzyżem Zasługi (1995) oraz Krzyżem Kawalerskim Orderu Odrodzenia Polski (2005). Wyróżniony również Medalem Komisji Edukacji Narodowej (2001).